# Adriaen van der Werff
Adriaen van der Werff (Kralingen, 21 de enero de 1659-Róterdam, 12 de noviembre de 1722), fue un pintor, escultor y arquitecto neerlandés.

## Biografía
Nacido en Kralingen, cerca de Róterdam, fue alumno de Eglon van der Neer. Artista precoz, a los 17 años ya ejecutaba un trabajo independiente en Róterdam, pintor de escenas y retratos religiosos o mitológicos, y en poco tiempo alcanzó notable fama. En 1697 fue nombrado pintor de cámara del elector palatino Juan Guillermo. El Elector Palatino, le asignó una pensión y le nombró noble. 
Van der Werff fue considerado por sus contemporáneos como el más grande pintor neerlandés de su tiempo, antes de ser acusado de traicionar la tradición naturalista neerlandesa en el siglo XIX.
Su hermano menor, Pieter van der Werff (1661-1722), fue alumno suyo.

## Obra
- Retrato de Cornelis Gerard Fagel (1694), Rijksmuseum Twenthe
- Retrato de John Churchill, duque de Marlborough (1650-1722), (1704), Galería Uffizi
- Venus y Cupido (1709), Nottingham Castle Museum and Art Gallery[2]
- Noli me tangere, (1719)
- Adán y Eva, Louvre.